# Pisces Iscariot
Pisces Iscariot é uma coletânea de lados b e demos lançado em 1994 pela banda de rock alternativo The Smashing Pumpkins. 
Alcançado o 4° lugar nas vendagens de discos dos Estados Unidos na época, o álbum vendeu até Maio de 2005 pouco mais de 1 milhão de cópias, sendo o 5° disco mais vendido da banda até então.
Em 2002, após o fim da banda, o álbum foi remasterizado e relançado, já que sua tiragem original havia sido em um número menor.

## Detalhes
As capas de versão em LP, K7 e CD tiveram capas diferentes. A fotografia esverdeada e manchada na capa do disco ainda gera especulações nos fãs até hoje sobre quem ou o que seria. Há também um mistério envolvendo o encarte, que traz alguns dizeres com o número 2007 ao final. Embora o vocalista Billy Corgan tenha negado qualquer significado, muitos fãs assimilam este número ao ano de 2007, no qual a banda voltou aos palcos depois de quase 7 anos.

## Faixas
Todas as músicas foram escritas por Billy Corgan, excepto as faixas 3, 4, 9 e 12. "Plume" - escrita por Billy Corgan e James Iha. "Blew Away" - escrita e cantada por James Iha. "Landslide" - cover da banda Fleetwood Mac. "A Girl Named Sandoz" - cover da banda The Animals.
1. "Soothe" – 2:36
2. "Frail and Bedazzled" – 3:17
3. "Plume" – 3:37
4. "Whir" – 4:10
5. "Blew Away" – 3:32
6. "Pissant" – 2:31
7. "Hello Kitty Kat" – 4:32
8. "Obscured" – 5:22
9. "Landslide"– 3:10
10. "Starla" – 11:01
11. "Blue" – 3:19
12. "A Girl Named Sandoz" – 3:34
13. "La Dolly Vita" – 4:16
14. "Spaced" - 2:24

## Créditos
- Billy Corgan – vocais, guitarra, produção, fotografia, embalagem
- James Iha – guitarra, vocais, back vocals, produção
- D'arcy Wretzky – baixo, back vocals
- Jimmy Chamberlin – bateria
- Kerry Brown – produção e bateria em "Blew Away"
- Dale Griffin – produção
- Butch Vig – produção
- Ted de Bono – produção
- Rachel Gutek – assistente de design
- Michael Meister – fotografia, embalagem